# Americus V. Rice

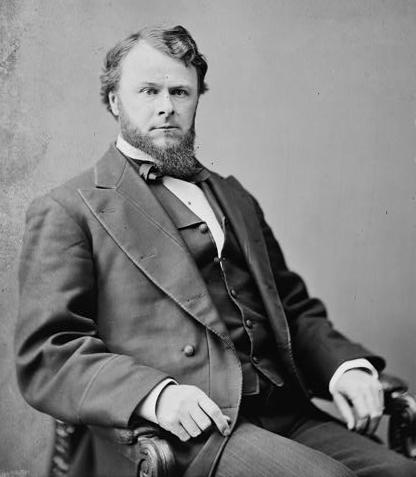
Americus V. Rice

Americus Vespucius Rice (* 18. November 1835 in Perrysville, Ohio; † 4. April 1904 in Washington, D.C.) war ein US-amerikanischer Politiker. Zwischen 1875 und 1879 vertrat er den Bundesstaat  Ohio im US-Repräsentantenhaus.

## Leben
Americus Rice besuchte das Antioch College und danach bis 1860 das Union College in Schenectady (New York). Anschließend studierte er Jura. Zwischen 1861 und 1865 war er während des Bürgerkrieges Offizier im Heer der Union. Dabei stieg er bis zum Brigadegeneral auf. Er nahm unter anderem am Atlanta-Feldzug von General William T. Sherman teil. Rice wurde mehrfach verwundet und verlor sein rechtes Bein. Nach dem Krieg wurde er Manager einer Bank in Ottawa. Politisch schloss er sich der Demokratischen Partei an. Im Juli 1872 war er Delegierter zur Democratic National Convention in Baltimore.
Bei den Kongresswahlen des Jahres 1874 wurde Rice im fünften Wahlbezirk von Ohio in das US-Repräsentantenhaus in Washington gewählt, wo er am 4. März 1875 die Nachfolge von Charles N. Lamison antrat. Nach einer Wiederwahl konnte er bis zum 3. März 1879 zwei Legislaturperioden im Kongress absolvieren. Ab 1877 war er Vorsitzender des Committee on Invalid Pensions. Im Jahr 1878 verzichtete er auf eine weitere Kandidatur.
Nach dem Ende seiner Zeit im US-Repräsentantenhaus arbeitete Rice wieder im Bankgewerbe. Er wurde Präsident der A.V. Rice & Co., einer in Ottawa ansässigen Bank. Außerdem war er Direktor bei verschiedenen anderen Firmen in anderen Branchen. Zwischen 1894 und 1898 war er Rentenbeauftragter für Ohio. Im Jahr 1899 zog er in die Bundeshauptstadt Washington, wo er wieder im Bankgewerbe, aber auch in anderen geschäftlichen Bereichen arbeitete. Zum Zeitpunkt seines Todes am 4. April 1904 in der Bundeshauptstadt arbeitete er für das United States Census Bureau. Americus Rice wurde auf dem Nationalfriedhof Arlington in Virginia beigesetzt.